# In Search of Angels
In Search of Angels er det tiende album fra den skotske keltiske rockband Runrig. Det udkom i 1999. Det er det første af gruppens album uden forsangeren Donnie Munro, og dermed første album med hans erstatning Bruce Guthro.

## Spor
1. "Maymorning" - 5:44
2. "The Message" - 5:19
3. "Rìbhinn Donn" (Brown Haired Girl) - 3:58
4. "Big Sky" - 6:34
5. "Life Is" - 4:01
6. "Dà Mhìle Bliadhna" (Two Thousand Years) - 4:40
7. "This Is Not a Love Song" - 5:25
8. "A Dh'innse na Fìrinn" (To Tell You the Truth) - 4:47
9. "All Things Must Change" - 4:15
10. "Cho Buidhe Is A Bha I Riabh" (As Yellow As It Ever Was) - 4:02
11. "Travellers" - 2:59
12. "In Search of Angels" - 3:32

## Personel
- Iain Bayne: Trommer, percussion
- Bruce Guthro: Forsanger
- Malcolm Jones: guitar, harmonika
- Calum Macdonald: percussion, vokal
- Rory Macdonald: vokal, basguitar
- Peter Wishart: keyboard